# Калинівка (притока Клебан-Бика)
Кали́нівка — річка в Україні, права притока Клебан-Бика (басейн Сіверського Дінця).

## Опис
Довжина 23 км. Площа водозбірного басейну 166 км². Похил 3,8 м/км. Долина коритоподібна.
Живиться за рахунок атмосферних опадів. Льодостав нестійкий (з грудня до початку березня). Використовується на сільськогосподарські потреби.
Бере початок за селом Новокалинове. Тече із півдня на північ. Тече територією Ясинуватського та Покровського районів Донецької області через с-ще Керамік, село Калинове, Стару Миколаївку, Гнатівку, селище Зоря. Впадає до Клебан-Бика в селі Олександро-Калиновому одразу перед Клебан-Бицьким водосховищем. Споруджено численну кількість ставків.